# 유우 (하구후)
유우(劉禹, ? ~ ?)는 전한의 제후로, 노공왕의 후손이다.

## 생애
아버지 유수성의 뒤를 이어 하구후(瑕丘侯)에 봉해졌다.

## 출전
- 반고, 《한서》 권15하 왕자후표 下

| 전임 아버지 하구희후 유수성 | 전한의 하구후 ? ~ ? | 후임 (불명) |